# Unión Rusa de Cristianos Evangélicos Bautistas
La Unión Rusa de Cristianos Evangélicos Bautistas (en ruso: Российский союз евангельских христиан-баптистов, romanizado: Rosiski soyuz evánguelskij jristian-baptístov) es una organización de bautistas de Rusia. Su origen se remonta a mediados del siglo XIX, cuando el movimiento bautista comenzó a tomar forma en la Rusia imperial. La unión actual continúa la labor y la fe de las generaciones pasadas, siendo una figura central en el panorama religioso ruso y en la Alianza Mundial Bautista.

## Historia

### Orígenes del movimiento bautista en Rusia
El movimiento bautista en Rusia comenzó en 1867 con el bautismo del predicador Nikita Voronin, considerado el primer bautista ruso. Este acontecimiento marcó el inicio de un proceso de expansión, con nuevas comunidades bautistas en diversas regiones de la Rusia imperial. En 1884, los bautistas rusos se unieron para formar un sindicato, lo que les permitió consolidar sus creencias y prácticas.

### Persecución y crecimiento bajo el Gobierno soviético
Desde sus primeros días, los bautistas rusos enfrentaron diversas formas de persecución religiosa. Estas restricciones no cesaron hasta 1905, pero, a pesar de las adversidades, las comunidades bautistas continuaron expandiéndose. En 1909, el líder religioso Iván Projánov fundó la Unión de Cristianos Evangélicos, una organización que mantuvo una estrecha relación doctrinal con los bautistas y cuyo crecimiento fue notable en ese periodo.
Con la llegada de la Revolución rusa en 1917, los cristianos evangélicos, incluidos los bautistas, experimentaron una mayor libertad para predicar el Evangelio. Sin embargo, a finales de la década de 1920, el Gobierno de Stalin implementó severas represiones contra los creyentes evangélicos, lo que resultó en la encarcelación y ejecución de muchos de sus miembros en los campos de concentración de la GULAG. Durante la Segunda Guerra Mundial, las presiones estatales disminuyeron, y en 1944 se fundó el Consejo de la Unión de Cristianos Evangélicos Bautistas de toda la Unión Soviética, permitiendo cierta cohesión entre las comunidades bautistas.

### Evolución y situación en la era moderna
La Unión Rusa de Cristianos Evangélicos Bautistas se fundó en 1992, continuando la labor iniciada por sus predecesores, preservando su herencia y fe dentro de las iglesias en todo el país. Es parte del Sindicato de Cristianos Evangélicos Bautistas de Rusia, y es una de las principales organizaciones bautistas del país. Según el informe de 2011, la organización cuenta con 1783 iglesias y un total de 72 548 miembros.

## Estructura organizativa
La estructura de la Unión Rusa de Cristianos Evangélicos Bautistas está organizada bajo un sistema jerárquico. La toma de decisiones está a cargo de diversos órganos de gobierno, los cuales incluyen congresos nacionales y asambleas donde se eligen los líderes de la organización. Por ejemplo, durante el XXXIII Congreso de 2010, el presbítero Alexéi Smirnov fue elegido presidente de la organización tras una votación que contó con la participación de 432 delegados. Posteriormente, en 2018, se eligió una nueva dirección, con el pastor Piotr Mitskévich como presidente.